# Zábřeh
Zábřeh település Csehországban, Šumperki járásban. Zábřeh Leština, Lesnice, Kosov, Jedlí, Hynčina, Jestřebí, Postřelmov, Rájec, Drozdov, Krchleby, Nemile, Rovensko és Svébohov településekkel határos. Lakosainak száma 13 444 fő (2024. január 1.).

## Népesség
A település lakosságának változását az alábbi diagram mutatja:
| Lakosok száma | 5790 | 7653 | 8078 | 9293 | 15 184 | 14 001 | 13 792 | 13 589 | 13 479 | 13 444 |
|               | 1869 | 1900 | 1921 | 1961 | 1980   | 2011   | 2016   | 2019   | 2021   | 2024   |